# بالدن لامو
بالدين لامو ("إلهة مجيدة")، أو رماتي، هما اسمان لشري ديفا، إلهة فاجريانية أنثى، والتي تظهر في عشرات الأشكال المُختلفة. تظهر عادة كإله غاضب وتلعب دورًا أساسيًا في دارمابالا (نوع من الآلهة الغاضبة). وهي على وجه التحديد حامية الحكمة، وكينونة مستنيرة.
وقد وُصفت بأنها "الإلهة الوصائية للتبت وحكومتها"، و"احتفل بها في جميع أنحاء التبت ومنغوليا، والحامي القوي للدالاي لاما وبانشن لاما".